# Cita a cegues
Cita a cegues (títol original: Blind Data) és una pel·lícula estatunidenca dirigida per Blake Edwards, estrenada l'any 1987. Ha estat doblada al català.

## Argument
Walter Davis, banquer a Los Angeles, ha de tancar un molt gran contracte amb un ric home de negocis japonès, molt estricte i tradicionalista, en el curs d'un sopar organitzat pel seu patró. Es posa llavors a buscar una companya a la tarda. Gràcies al seu germà Ted i a la seva dona Suzy, coneix Nadia Gates, cosina de Suzy, una jove que acaba de trencar amb el seu xicot David, un ric advocat fill de papa, que continua assejant-la. Suzy aconsella Walter de no donar alcohol a Nadia, però un simple got de xampany transformarà la vida de Walter.

## Repartiment
- Kim Basinger: Nadia Gates
- Bruce Willis: Walter Davis
- John Larroquette: David Bedford
- William Daniels: el jutge Harold Bedford
- George Coe: Harry Gruen
- Mark Blum: Denny Gordon
- Phil Hartman: Ted Davis
- Stephanie Faracy: Susie Davis
- Alice Hirson: Muriel Bedford
- Graham Stark: Jordan, el maitre d'hotel
- Joyce Van Patten: la mare de Nadia
- Jeannie Elias: la secretària de Walter
- Herb Tanney: el ministre
- Georgann Johnson: la Sra. Gruen
- Sab Shimono: el Sr. Yakamoto
- Jack Gwillim: l'artista
- Stanley Jordan: ella mateixa

## Banda original
- Simply Meant To Be, interpretada per Gary Morris i Jennifer Warnes
- Treasures, interpretada per Stanley Jordan
- Anybody Seen Her!, interpretada per Billy Vera i The Beaters
- Oh, What A Nite, interpretada per Billy Vera i The Beaters
- Let You Get Away, interpretada per Billy Vera i The Beaters
- CRASH, BANG, BOOM, interpretada per Hubert Tubbs

## Al voltant de la pel·lícula
- El rodatge s'ha desenvolupat a Culver City, Los Angeles i la Reserva d'Estat de Point Lobos.
- Madonna i Sean Penn, llavors casats, van ser preseleccionats per actuar junts en la pel·lícula, però els productors van preferir Bruce Willis pel primer paper masculí, i Madonna va declinar l'oferta.